# カイヴァーノ
カイヴァーノ（イタリア語: Caivano）は、イタリア共和国カンパニア州ナポリ県にある、人口約3万8000人の基礎自治体（コムーネ）。

## 地理

### 位置・広がり
ナポリ県北部のコムーネ。ナポリ中心部から北北東へ12kmの距離にある。

#### 隣接コムーネ
隣接するコムーネは以下の通り。括弧内のCEはカゼルタ県所属を示す。
- アチェッラ
- アフラゴーラ
- カルディート
- クリスパーノ
- マルチャニーゼ (CE)
- オルタ・ディ・アテッラ (CE)